# Polybia invertita
Polybia invertita är en getingart som beskrevs av Giordani Soika 1965. Polybia invertita ingår i släktet Polybia och familjen getingar. Inga underarter finns listade i Catalogue of Life.